# Simon Gate

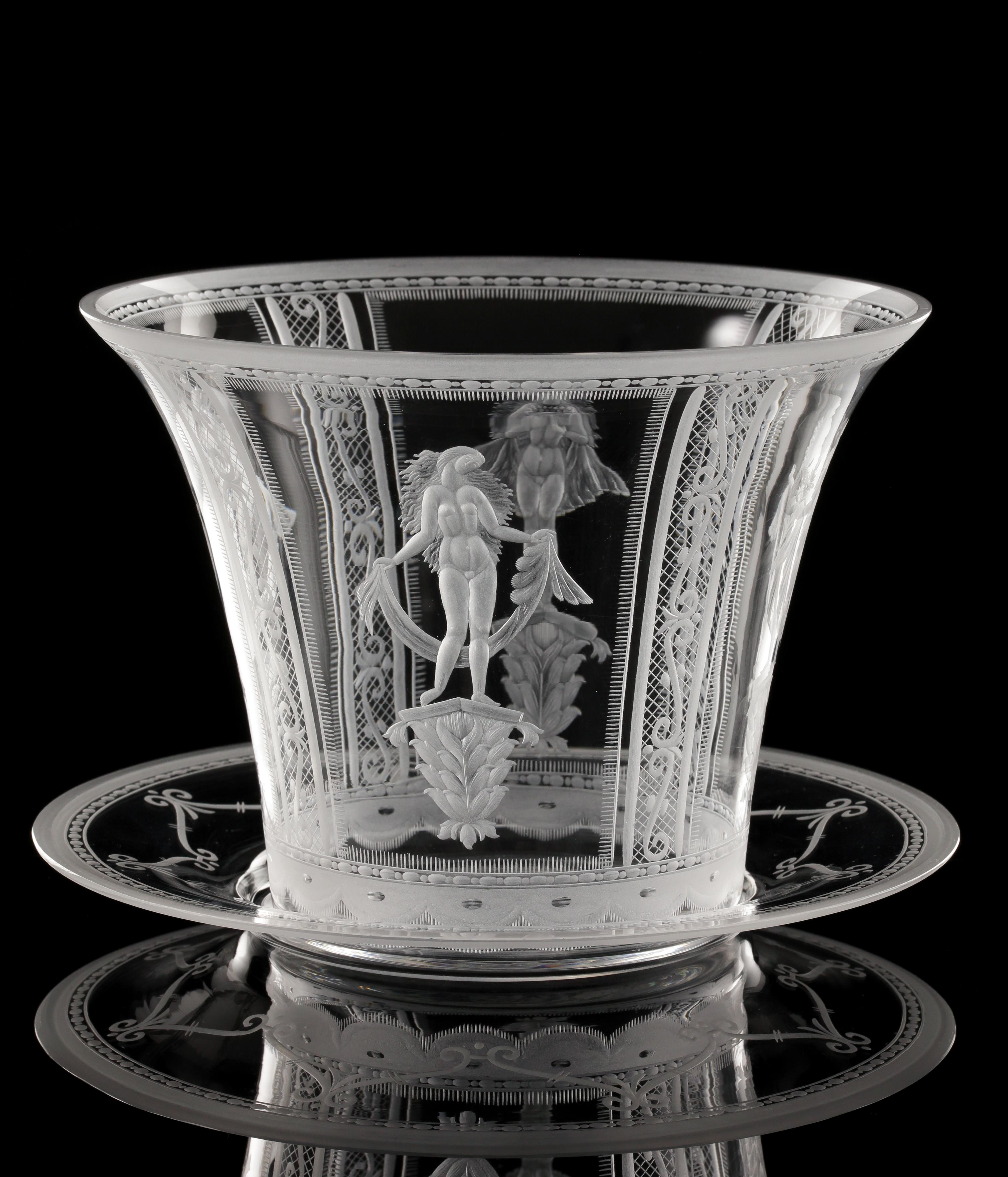
Skål med fat designad av Simon Gate och graverad av Elis Rydh för Orrefors glasbruk 1926.

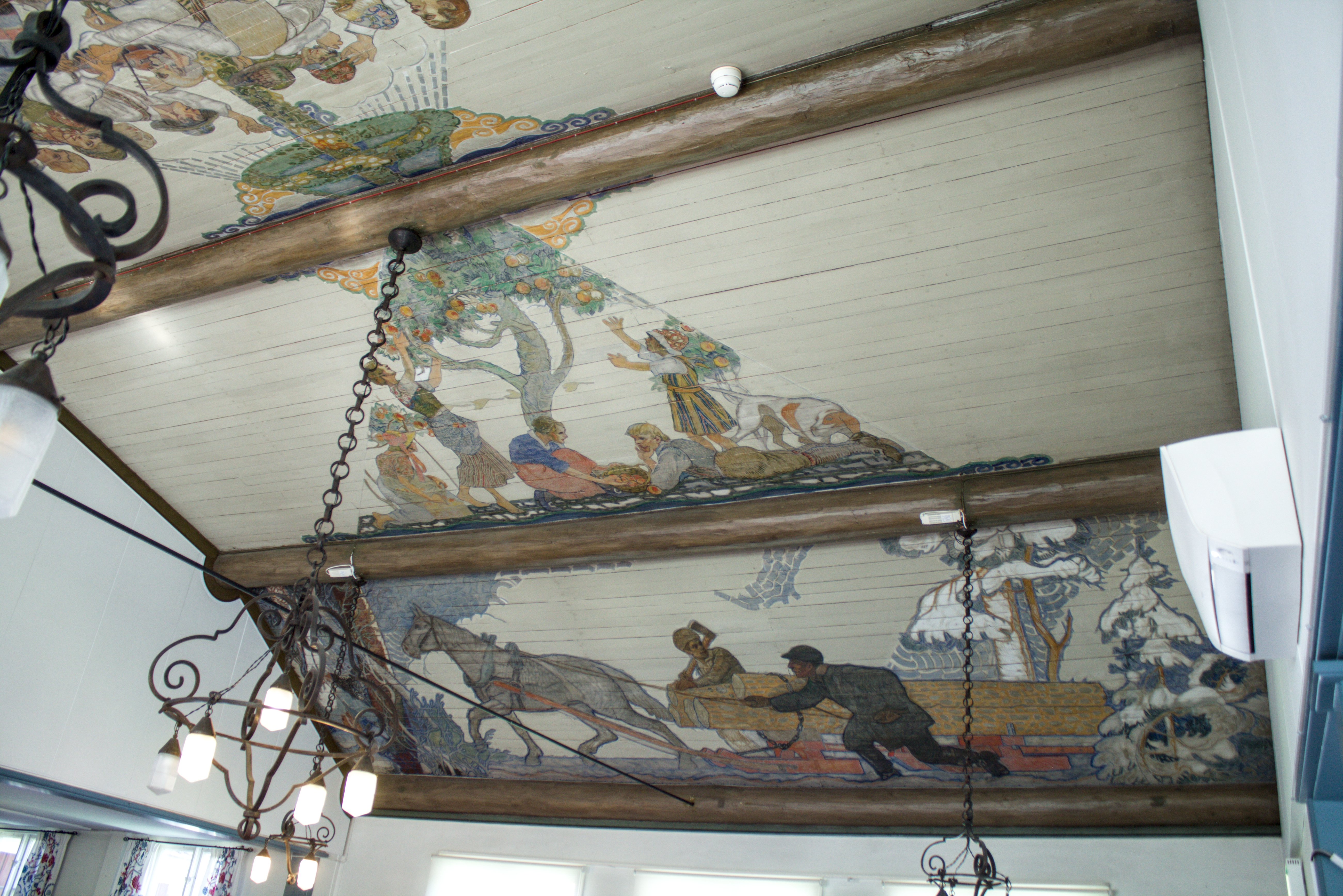
Takmålning av Simon Gate i Sörängens Folkhögskola i Nässjö, Sverige.

Carl Oskar Simon Gate, född Jonson 10 mars 1883 i Södra Fågelås socken i Västergötland, död 11 maj 1945 i Hälleberga församling i Nybro kommun i Kalmar län, var en svensk glaskonstnär, målare och formgivare. Han var bror till arkitekten Jacob J:son Gate och far till Bengt Gate.

## Biografi
Simon Gate var son till lantbrukare Oscar Jonson (1847–1917). Han växte upp på Karlsbergs gård i Södra Fågelås socken och studerade 1902–1905 vid Högre konstindustriella skolan och därefter 1905–1909 vid Konsthögskolan. Han framträdde först som porträttmålare, innan han övergick till glaskonsten.
Simon Gate kom 1916 till Orrefors glasbruk. Innan dess var han bokillustratör och porträttmålare. Tillsammans med Edward Hald, som anställdes ett år senare på Orrefors, bidrog han till företagets första storhetstid. Simon Gate, disponenten Albert Ahlin och mästarblåsaren Knut Bergqvist experimenterade med överfångsglas. Utgående från denna teknik skapade Knut Bergqvist sommaren 1916 det s.k. graalglaset. Från 1917 designades sådana graalglas av Simon Gate i samarbete med Knut Bergqvist. Idag tillhör graalglasen från Orrefors de mest eftertraktade konstglaspjäserna i Sverige och världen.
Tillsammans med Knut Bergqvist skapade han även de s.k. Slottsglasen i mörka gröna eller bruna färger som inte heller serieproducerades och som på senare år fått stor uppmärksamhet i samlar/antik/konstkretsar. Gate var också känd för sina storslagna gravyrkompositioner från Orrefors. Han dekorerade sina urnor, vaser och pokaler med festtåg, dansande kvinnor och andra livsbejakande motiv. På världsutställningen i Paris 1925 fick hans och Edward Halds arbeten sitt internationella genombrott och Orrefors sitt världsrykte. Begreppet "Swedish grace" myntades i England som den svenska varianten av art déco. Konstnärerna Gate och Hald samt de båda Kosta-upplärda mästarbröderna Knut och Gustav Bergqvist blev i Orrefors en kreativ smältdegel som starkt bidragit till det svenska Glasrikets världsberömmelse. I Orrefors finns en väg namngiven efter Gate.
Bland Gates offentliga arbeten bör nämnas speglar och glasarmatur i Stockholms konserthus samt utsmyckningar i fartyget M/S Kungsholm (1928). Gate finns representerad vid bland annat Nationalmuseum i Stockholm, Örebro läns museum och Kalmar konstmuseum.
På Sörängens folkhögskola i Nässjö finns en större takmålning i matsalen föreställande "de fyra årstiderna" som är ett arbete av Gate utfört 1915. Matsalen är därför K-märkt idag.
Simon Gate var 1929–1938 gift med Flory Gate. Han är begravd på Hälleberga kyrkogård.